# WonderSwan Color
Il WonderSwan Color è una console portatile sviluppata dalla Bandai. È stata presentata il 30 dicembre 2000 in Giappone e ha avuto un discreto successo.

## Storia
Il WonderSwan originale era dotato di uno schermo in bianco e nero. Anche se il WonderSwan Color è leggermente più grande e pesante dell'originale (7 mm e 2 g), la versione a colori è dotata di 512 Kbyte di RAM e di un ampio schermo LCD. In aggiunta il WonderSwan Color è compatibile con i giochi del WonderSwan originale.
Prima dell'avvento dei WonderSwan, Nintendo aveva il monopolio virtuale del mercato delle console portatili. Con la presentazione del WonderSwan Color la Bandai riuscì a conquistare approssimativamente 8% del mercato in Giappone grazie anche al basso costo della console, 6800 yen (circa 60 euro).
Un altro motivo del successo del WonderSwan è che la Bandai è riuscita a convincere la Squaresoft a convertire alcuni episodi di Final Fantasy per la console adattando la grafica e i controlli alle peculiarità della macchina. Tuttavia la popolarità del Game Boy Color e i ristabiliti rapporti commerciali tra Squaresoft e Nintendo hanno decretato la morte commerciale del WonderSwan Color.

## Videogiochi
In tutto uscirono circa 90 giochi per WonderSwan Color, senza contare la compatibilità con un centinaio di giochi in bianco e nero per WonderSwan.
Secondo una selezione fatta dalla rivista Retro Gamer, i più grandi giochi per WonderSwan Color sono Judgement Silversword, Mr. Driller, Rhyme Rider Kerorican, One Piece: Grand Battle Swan Colosseum, SD Gundam: Operation U.C..